# Georgeta Damianová
Georgeta Damianová-Andrunacheová (* 14. dubna 1976 Botoșani) je bývalá rumunská veslařka. Je pětinásobná olympijská vítězka, což ve veslování dokázali kromě ní pouze Steve Redgrave a Elisabeta Lipăová. 
S veslováním začala ve třinácti letech v CS Botoșani. V roce 1994 se stala juniorskou mistryní světa na čtyřce bez kormidelnice a o dva roky později přestoupila do bukurešťského Dinama. Na mistrovství světa ve veslování byla v letech 1997, 1998 a 1999 v posádce vítězné rumunské osmiveslice. Z olympijské regaty v Sydney 2000 přivezla dvě zlaté medaile, když zvítězila na osmě a s Doinou Ignatovou také na dvojce bez kormidelnice. Na světovém šampionátu v roce 2001 získala zlato na dvojce bez kormidelnice a stříbro na osmě. V roce 2002 se stala s Vioricou Susanuovou mistryní světa na dvojce bez kormidelnice. O rok později získala na mistrovství světa stříbro a bronz a byla vyhlášena rumunskou vedlařkou roku.
Na LOH 2004 vyhrála na osmě a se Susanuovou také na dvojce bez kormidelnice. Stala se mistryní Evropy v roce 2007 s osmou a v roce 2008 na dvojce bez kormidelnice. Na pekingské olympiádě v roce 2008 obsadila první místo v závodě dvojek bez kormidelnice a třetí místo v závodě osmiveslic. Byla vlajkonoškou rumunské výpravy na závěrečném ceremoniálu. V roce 2012 vyhrála evropský šampionát na osmě a na olympiádě byla s Vioricou Susanuovou pátá na dvojce bez kormidelnice. Po této sezóně ukončila závodní kariéru a věnuje se funkcionářské činnosti v Dinamu Bukurešť a v Rumunském olympijském výboru.
Jejím manželem je od roku 2006 bývalý rumunský veslařský reprezentant Valeriu Andrunache, s nímž má dceru Mirunu Mihaelu. 